# Csíkos molyszövő
A csíkos molyszövő (Spiris striata) a kvadrifid bagolylepkefélék családjába tartozó, Eurázsiában honos nappali lepkefaj. 

## Megjelenése
A csíkos molyszövő szárnyfesztávolsága 3,2-3,6 cm. Feje sötétbarna, az ajaktapogató és néha a homlok sárgás. A hím csápja fésűs, a nőstényé zsinórszerű. A tor sötétbarna, változó kiterjedésű hosszanti, sárgás csíkokkal. Potroha sárga, a hímen erős, gyűrűzöttségnek látszó foltokkal; a nőstényen három foltsor látható. A hasoldal sárga vagy sárgásszürke, lábai sárgák, hosszanti barna vonalakkal. A hím elülső szárnya okkersárga, az érközökben sötét barnásszürke csíkokkal. A szárnyszegélyen az érközök sárgák és az erek sötétek. A rojt sárgás. A hátulsó szárny narancssárga, igen erős sötétbarna behintéssel, az alapszín csak a szárny közepén az erek mentén és a belső szögletben látható; néha az egész szárny sötétbarna. A középső holdfolt rendszerint jól látható. A rojt sárga. A szárnyak fonákja sötétsárga, a barnás rajzolatok jóval kisebbek és halványabbak, a hátsó szárnyon csak a holdfolt és néhány kis folt sötét. 
A nőstény elülső szárnya sárgás-fehéresszürke, a csíkok halványabbak vagy gyakran szinte rajzolat nélküliek, csak középen látható egy-egy kis pontpár, illetve a szegély erein lehetnek sötéten behintettek. A hátulsó szárny sárga, a szegélyen keskeny, a belső szöglet felé eloszló barnásszürke sávval; a holdfolt kicsi. A szegélytő erein sötéten behintettek, a rojt sárga. A fonák sárga, az elülső szárnyon fehéresszürke behintéssel; a hátulsó szárnyon átlátszik a a felső oldal sötét szegélye.
A hátulsó szárny fekete szegély változó szélességű, olykor az egész szárny fekete.
Petéi gömb alakúak, fényes zöldessárga vagy aranysárga színűek.    
Kifejlett hernyója sötétbarna, feketésbarna vagy sötétszürke, hátán keskeny narancssárga csíkkal. Fekete szemölcseiből fekete és sárgás szőrök nőnek. Zömök bábja sötétbarna. 

### Hasonló fajok
Magyarországon nem él másik, hozzá hasonló faj.

## Elterjedése
Eurázsiában honos, az Ibériai-félszigettől a Bajkálig. Közép-Európában élőhelye fogyatkozásával száma erősen megcsappant. Magyarországon országszerte előfordul, de nem gyakori.    
Homokos vagy tápanyagszegény, ritkás növényzetű rétek, legelők lakója. A legeltetés felhagyása, a növényzet magasabbá válása esetén eltűnik. 

## Életmódja
Évente két nemzedéke nő fel, az imágókkal május-júniusban és augusztus-szeptemberben lehet találkozni (Észak-Európában csak egy június-júliusi nemzedéke ismert). Nappal aktív. A nőstény a tápnövény szárára körben rakja le petéit. A hernyó polifág; elsősorban fűfélék (juhcsenkesz, sudár rozsnok), de útifű-, zsálya-, üröm-, hölgymál-fajok, vagy csarab leveleivel táplálkozik. A második nemzedék fiatal hernyója áttelel, majd tavasszal a fűszálak közé szőtt halványszürke szövedékében bebábozódik.

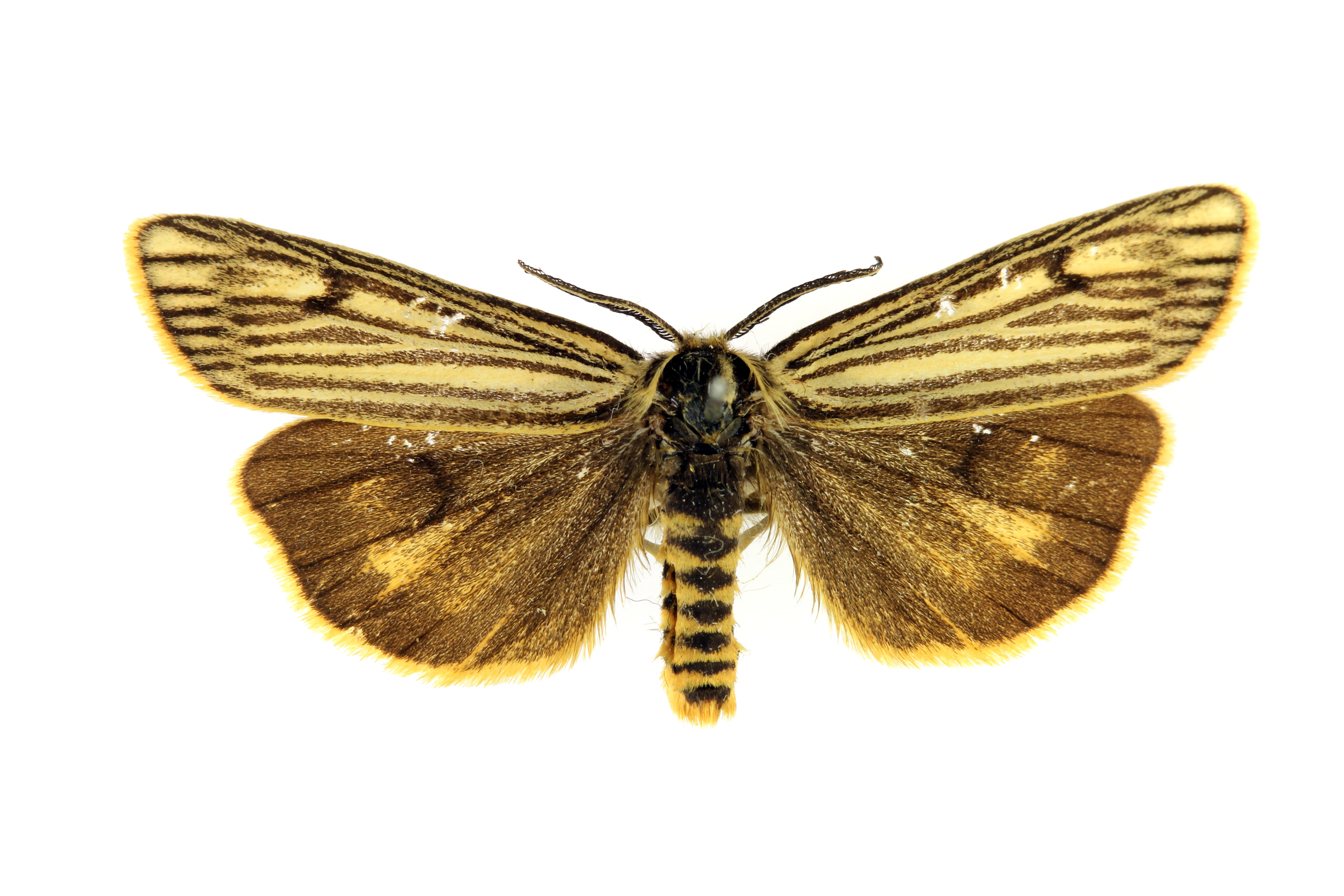
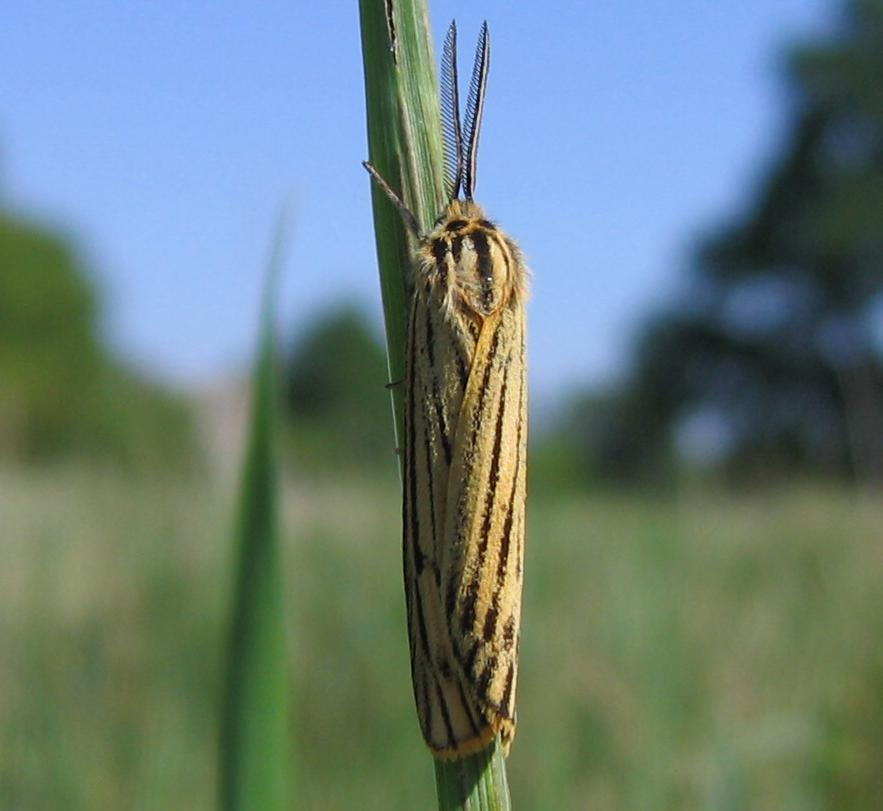
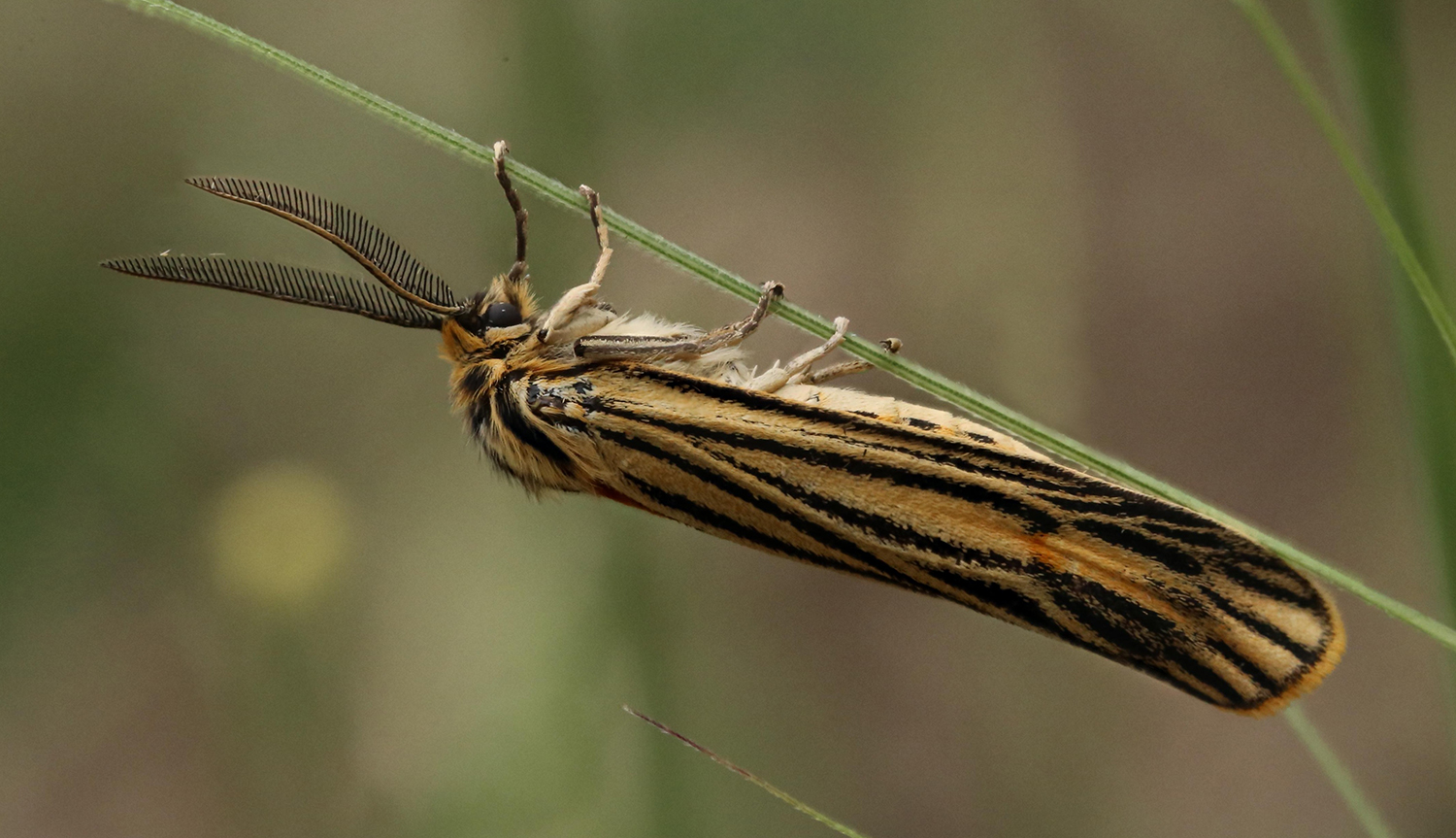
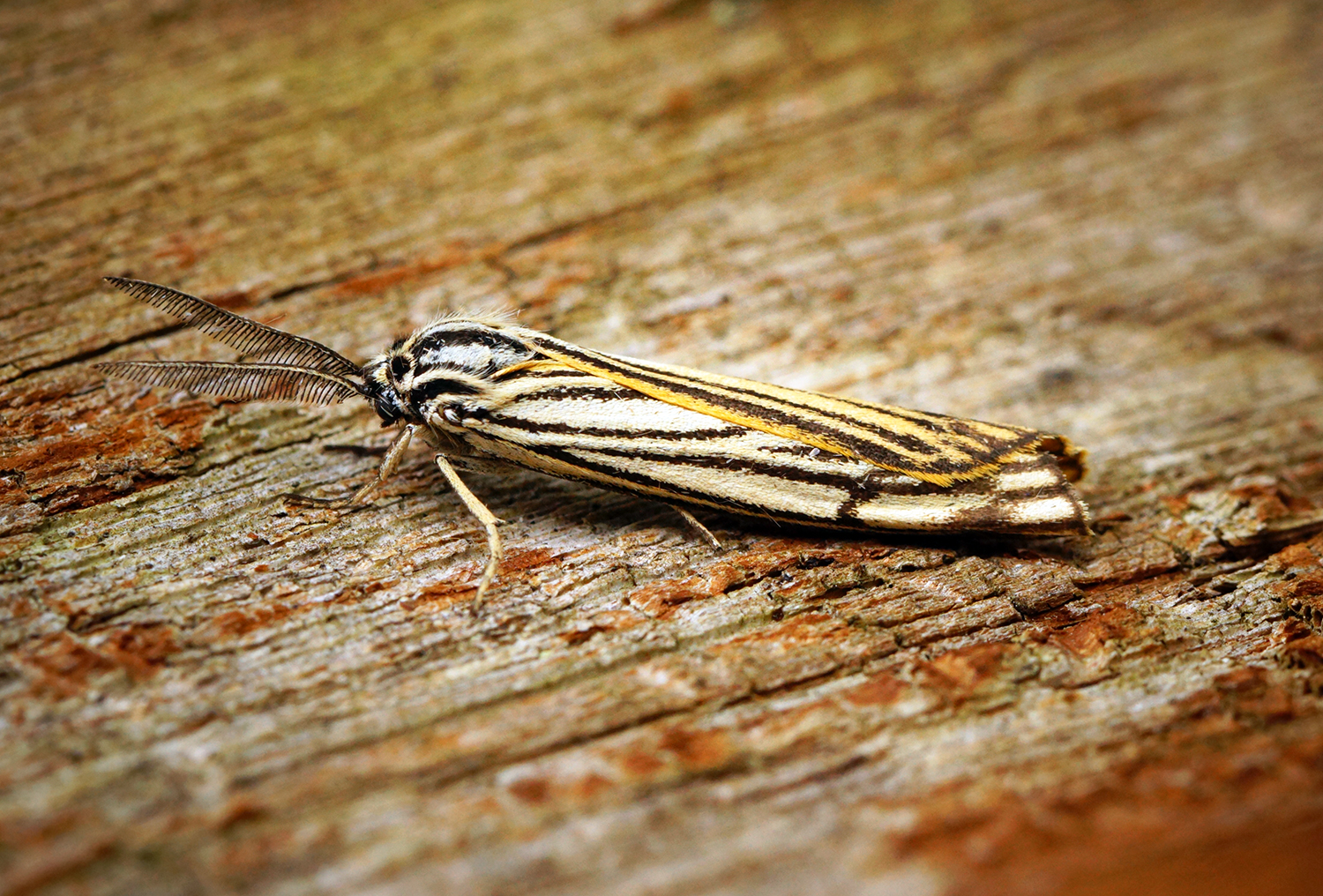
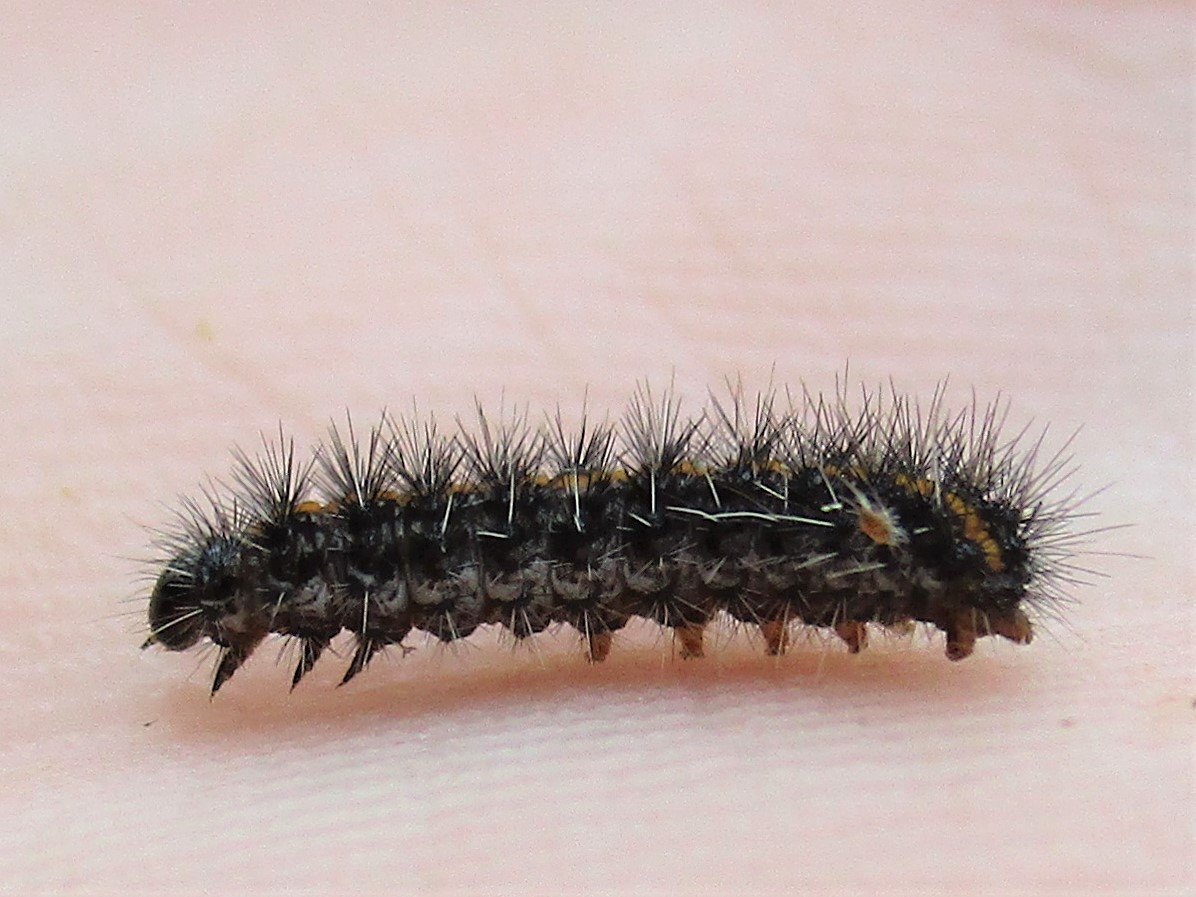

Magyarországon nem védett.